# Fotojournalismus

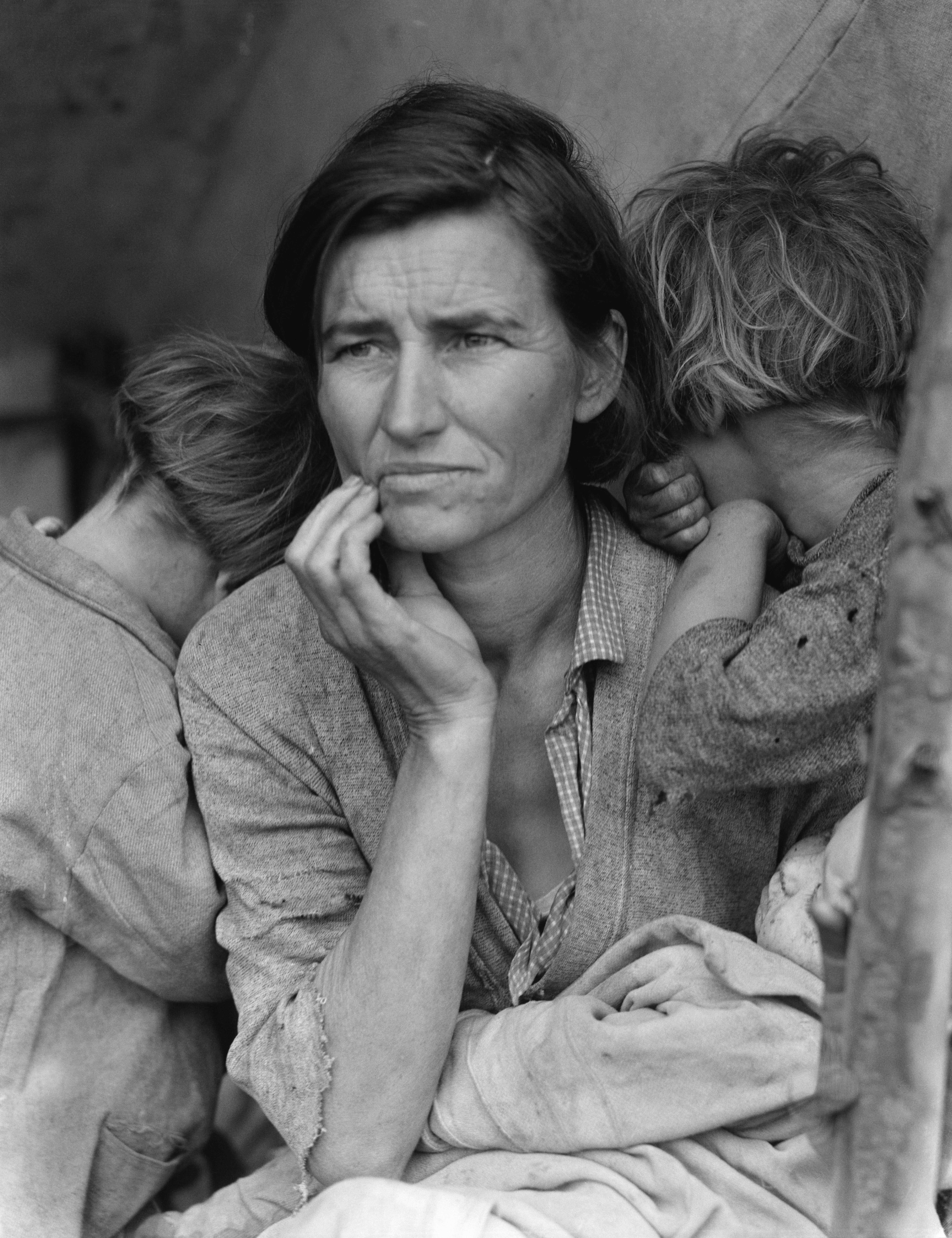
Dorothea Langes Foto Migrant Mother aus dem Jahr 1936 gilt als eines der einflussreichsten Reportagefotos des 20. Jahrhunderts. Die von der amerikanischen Farm Security Administration in Auftrag gegebene fotografische Dokumentation der armen Landbevölkerung zur Zeit der Great Depression war zugleich richtungsweisend für den modernen Fotojournalismus.

Der Fotojournalismus (auch Bildjournalismus, Pressefotografie und Bildberichterstattung genannt) verwendet die Ausdrucksformen und Mittel der Fotografie, um Berichterstattung über Hintergründe in Politik, Kultur und anderen Bereichen von gesellschaftlichem Belang zu illustrieren oder Geschehnisse ausschließlich in bildhafter Weise darzustellen.
Die Anfänge des Fotojournalismus reichen bis in die zweite Hälfte des 19. Jahrhunderts zurück, wobei technische Innovationen wie das Trockene Gelatineverfahren oder die Erfindung des Rollfilms den Weg für eine mobile Berichterstattung bereiteten. Wenngleich die frühe Bildberichterstattung durch lange Belichtungszeiten gegenüber den Arbeiten von Pressezeichnern motivischen Einschränkungen unterworfen war, setzte sie sich dank ihrer stärkeren Authentizität im Zuge der Entwicklung neuer Druckverfahren langfristig durch. Dies und die Entwicklung von Kleinbildkameras wie denjenigen von Leica führte in der Zwischenkriegszeit zum ersten goldenen Zeitalter des Fotojournalismus, in dem Pressefotografen wie Erich Salomon und illustrierte Zeitschriften wie die Berliner Illustrirte Zeitung eine Vorreiterrolle einnahmen. Das alles änderte sich mit der Machtergreifung der Nationalsozialisten, in deren Folge zahlreiche jüdische Fotojournalisten emigrierten und der Fotojournalismus vor allem in den Vereinigten Staaten weiterentwickelt wurde. In der Nachkriegszeit kam es zu einer von Massenillustrierten wie Life dominierten zweiten Blütezeit des Fotojournalismus, die mit dem Siegeszugs des Fernsehens und den damit verbundenen Verlusten bei den Werbeeinnahmen der Magazine ein Ende nahm. Um die Wende zum 21. Jahrhundert schließlich führte die zunehmende Digitalisierung zu grundlegenden Veränderungen in der Medienlandschaft, infolge derer sich auch der Fotojournalismus wandelte.
Zu den Einsatzgebieten von Fotojournalisten gehören heute der Lokaljournalismus, die Sportfotografie, die Konzertfotografie, die Kriegs- und Krisenfotografie, der Boulevardjournalismus sowie die Wissenschafts- und Naturfotografie.
Seit 1955 werden besonders herausragende fotojournalistische Arbeiten im Rahmen des Wettbewerbes „World Press Photo of the Year“ (dt. Pressefoto des Jahres) ausgezeichnet.

## Geschichte

### Die Anfänge

#### Vorläufer des Fotojournalismus

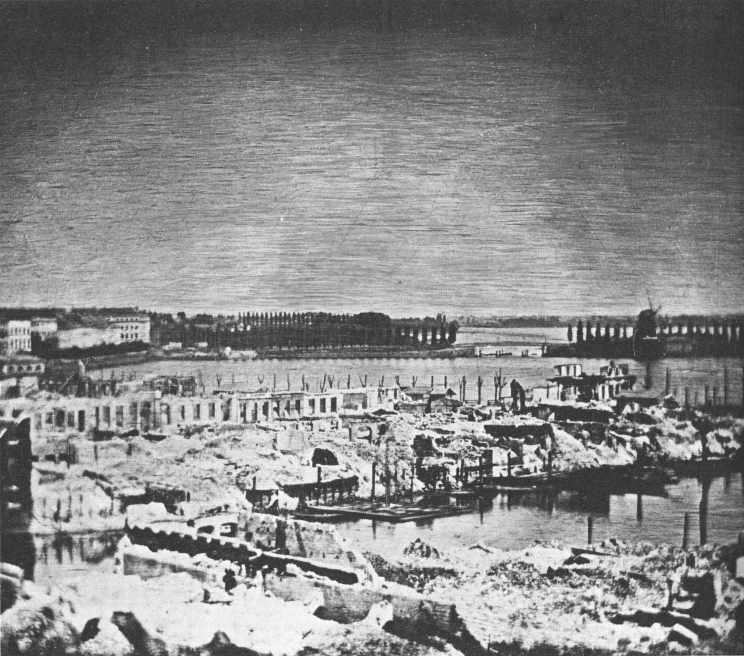
Hermann Biows nach dem Hamburger Brand von 1842 aufgenommene Daguerreotypie gilt als das erste Foto, das ein geschichtlich bedeutendes Ereignis zeigt

Die eigentliche Geschichte des Fotojournalismus beginnt mit der uneingeschränkten Druckbarkeit von Fotos in Zeitungen und illustrierten Magazinen im späten 19. Jahrhundert. Schon zuvor wurden Fotos jedoch zur Dokumentation weltgeschichtlicher Ereignisse eingesetzt. Als erstes „berichtendes“ Foto gilt eine Aufnahme des deutschen Daguerreotypisten Hermann Biows, der die Zerstörungen des Hamburger Brandes von 1842 im Bereich der Kleinen Alster dokumentierte. Wegen der Schwierigkeiten einer Reproduktion solcher Fotos im Druck dienten die frühen fotojournalistischen Aufnahmen als Vorlagen für Holz- oder Kupferstiche, die den dazugehörigen Text illustrierten und das Ereignis für ein Massenpublikum anschaulich machten.
Die Arbeitsbedingungen der frühen Reportagefotografen waren insbesondere vor der Erfindung handlicher Kameras ungemein schwierig. Fotografen wie der Brite Roger Fenton reisten mitsamt rollender Fotolabore in Kriegsgebiete. Das damals übliche Kollodium-Verfahren verlangte eine aufwändige Beschichtung, Belichtung und Entwicklung der mitgeführten Glasplatten direkt vor Ort. Die fotografischen Möglichkeiten waren in jenen Anfangsjahren zudem begrenzt. Die niedrige Empfindlichkeit des Kollodium-Verfahrens zwang den Fotografen zu langen Belichtungszeiten, was das Festhalten von beweglichen Objekten unmöglich machte.
Erstmals umfänglich fotografisch dokumentiert wurde der Amerikanische Bürgerkrieg von 1861 bis 1865. Allein bei der Armee der Nordstaaten waren rund 400 Fotografen akkreditiert, die das Kriegsgeschehen in Tausenden Bildern festhielten. Besondere Bekanntheit erlangten die Fotografen um Mathew Brady, der mehr als 20 seiner Mitarbeiter auf eigene Kosten ins Kriegsgebiet schickte. Obwohl die auf diese Weise entstandenen Aufnahmen das Kriegsgeschehen besonders anschaulich vermittelten, bedeutete das Unternehmen für Brady den kommerziellen Ruin. Im Jahr 1896 starb er verarmt in New York.

#### Technische Neuerungen bereiten den Weg für die mobile Bildberichterstattung

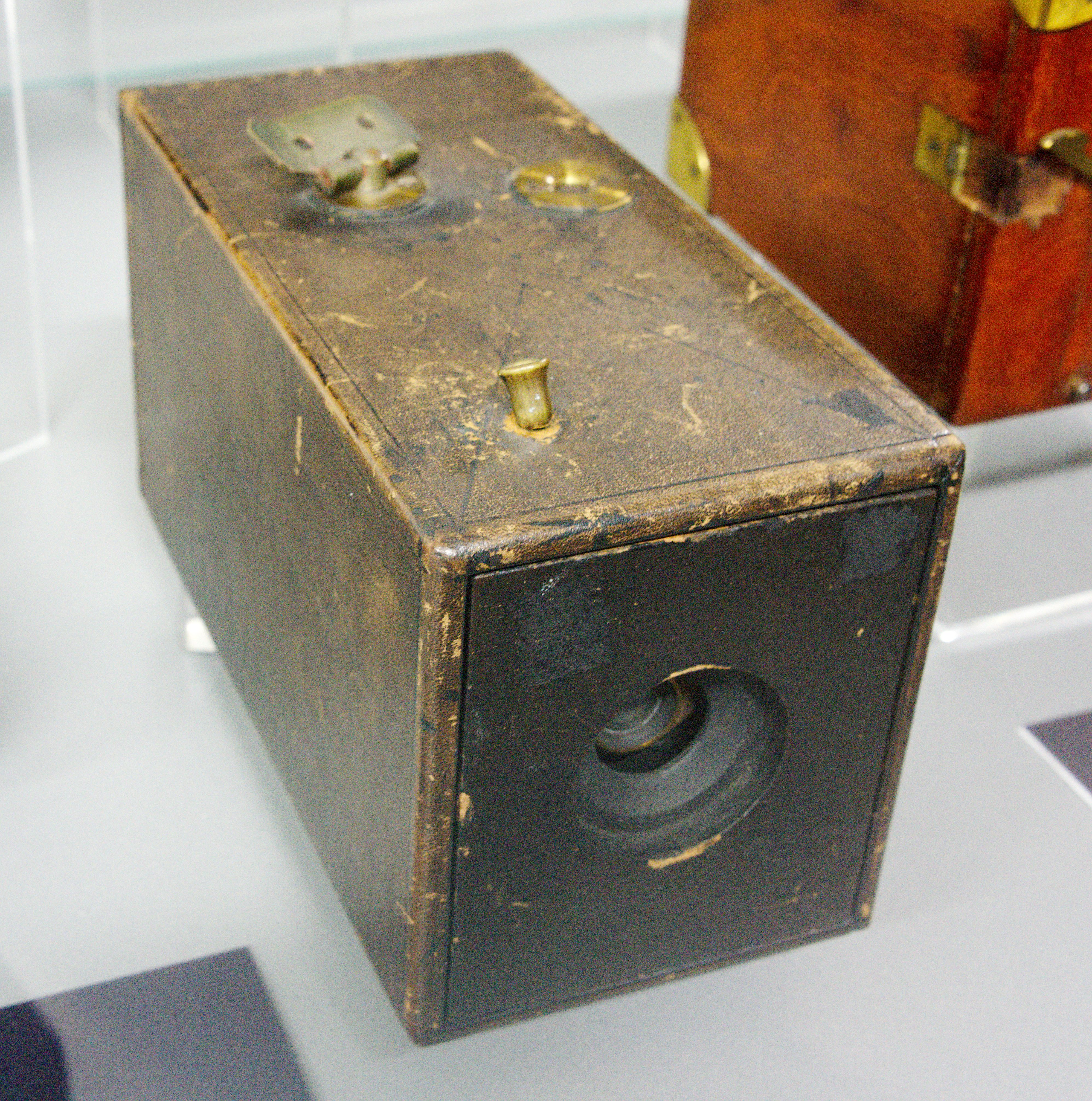
Kodak Nr. 1

Mit der Erfindung des Trockenen Gelatineverfahrens durch den englischen Arzt und Amateurfotografen Richard Leach Maddox im Jahr 1871 und die spätere Verbesserung der Technik durch Charles Bennet sieben Jahre später wurde die mobile Fotografie entscheidend erleichtert. Gegenüber nassen Kollodiumplatten waren trockene Gelatineplatten haltbarer und konnten auf Reisen bequemer mitgeführt werden. Darüber hinaus erlaubte das neue Verfahren durch die höhere Lichtempfindlichkeit der Platten auch Aufnahmen mit erheblich kürzeren Belichtungszeiten.
Eine weitere technische Revolution stellte die Erfindung des Rollfilms dar, der seit 1889 in der legendären Kamera Kodak Nr. 1 zum Einsatz kam und mit ihr den Massenmarkt eroberte. Eine Besonderheit der Kodak Nr. 1 war der durch Eastman Kodak bereitgestellte Filmentwicklungsdienst: die Kamera war mit einem Film für 100 Aufnahmen vorgeladen und wurde nach dem Erreichen ihrer Kapazität direkt an Kodak zurückgeschickt. Nach Verarbeitung im Labor der Firma erhielt man dann die entwickelten Negative mit Abzügen und einem neu in die Kamera eingelegten Film zurück. Mit der Entwicklung der Kodak Nr. 1 bedurfte es nun keiner großen Vorkenntnisse mehr, um Ereignisse im Bild festzuhalten.

#### Ablösung des Pressezeichners durch den Pressefotografen

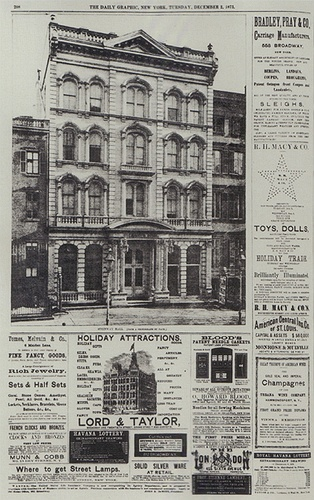
Im Jahr 1873 erschien das erste als Halbtonbild gedruckte Foto in der amerikanischen Zeitung Daily Graphic

Obwohl die amerikanische Zeitung Daily Graphic bereits im Jahr 1873 ein Foto im Halbtondruckverfahren veröffentlichte, dauerte es noch rund 30 Jahre, bis Zeitungen und illustrierte Magazine flächendeckend auf die neue Technik umstellten. Erst zu Beginn des 20. Jahrhunderts wurden die manuell auf Grundlage von Fotos hergestellten Stiche durch Fotografien abgelöst. Weil das von dem deutschen Unternehmer Georg Meisenbach in den 1880er Jahren entwickelte Druckverfahren der Autotypie aufwändig war und hochwertiges Papier erforderte, wurden fotografische Illustrationen zunächst nur in illustrierten Wochenmagazinen wie dem amerikanischen Collier’s Weekly eingesetzt. Nach der Jahrhundertwende erschien die Londoner Zeitung Daily Mirror als erste Tageszeitung der Welt ausschließlich mit Fotografien.
Dabei war die Umstellung von gezeichneten Illustrationen auf Fotos zunächst noch umstritten. Während Pressezeichner ihre gestalterische Freiheit nutzten, um die dargestellten Themen zum Zwecke der Auflagensteigerung zu dramatisieren, wirkten die frühen Pressefotos von unbewegten Szenen häufig nüchtern und langweilig. Mit der Entwicklung lichtstarker Objektive und schnellerer Verschlüsse nahm die Pressefotografie allerdings einen Aufschwung. Die kürzeren Belichtungszeiten von bis zu einer Tausendstelsekunde ermöglichten es nun, selbst bewegte Motive im Bild festzuhalten. Momentaufnahmen vermittelten dem Publikum nicht nur den Eindruck, näher an das gezeigte Ereignis heranzukommen, sie waren vor allem auch authentischer als gezeichnete Illustrationen und verstärkten damit den dokumentarischen Charakter der Bebilderung.
Die in immer schnelleren Schritten vor sich gehende Ablösung von handgezeichneten Bildern durch Fotos führte dazu, dass Tausende Stecher ihre Arbeit verloren – viele von ihnen wurden Fotografen. Die wachsende Nachfrage der Zeitungen nach Fotos führte zudem zur Gründung erster Bildagenturen, die Zeitungen gegen Gebühren mit aktuellen Bildern versorgten. Mit der Entstehung dieser Agenturen ging eine weitere Professionalisierung bei Herstellung und Vertrieb von Pressefotos einher.

### Von der Zwischenkriegszeit bis zum Ende des Zweiten Weltkriegs

#### Das erste goldene Zeitalter
Während des Ersten Weltkriegs sah die Öffentlichkeit aufgrund des restriktiven Umgangs mit Kriegsberichterstattung und der strengen Zensurgesetze kaum etwas von der Wirklichkeit der Schlachtfelder. Michael Ebert bezeichnet diesen Zeitraum in seinem zusammen mit Lars Bauernschmitt verfassten Handbuch des Fotojournalismus deshalb auch als „fotojournalistisch unterbelichtet“. In der Zwischenkriegszeit dagegen brach, wie Wolfgang Pensold es in seiner Geschichte des Fotojournalismus formuliert, „eine wahre Bilderflut über die Zeitgenossen herein.“ Illustrierte Zeitschriften wie die Berliner Illustrirte Zeitung und die Münchner Illustrierte Presse erreichten ein großes Publikum.

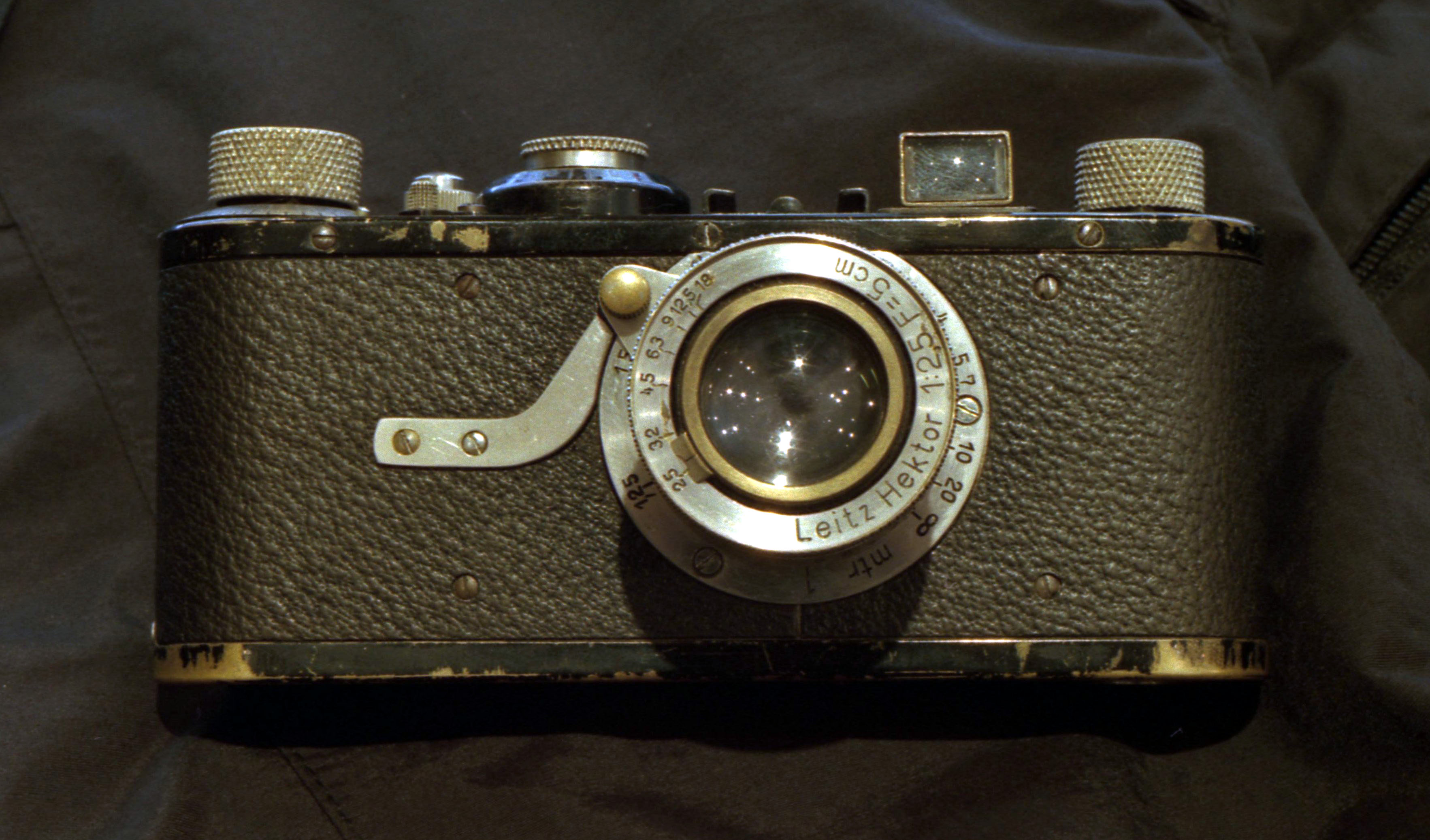
Die Leica I von 1925, eine Kleinbild-Sucherkamera, die auch die Pressefotografie revolutionierte

Einer der berühmtesten Pressefotografen jener Zeit war der Berliner Erich Salomon, der durch seine Bildreportagen und die meist mit der neuartigen, für damalige Verhältnisse äußerst lichtstarken und gleichzeitig relativ kleinen Ermanox-Kamera häufig heimlich entstandenen Aufnahmen für Aufsehen sorgte. In den 1930er Jahren fotografierte Salomon dann mit einer Kleinbildkamera der in Wetzlar ansässigen Firma Leica, die noch kompakter als die Ermanox war. Das in Kameras wie der Leica I verwendete kleinformatige Filmmaterial profitierte von dem Umstand, dass dessen Feinkörnigkeit Vergrößerungen vom kleinen Negativ zuließ. Hierdurch wurden die unhandlichen großen Plattenkameras, die bisher von ihrer besseren Bildqualität profitiert hatten, für den Einsatz in der Pressefotografie obsolet.
Durch die gestiegene Nachfrage der illustrierten Presse nach Bildern entstanden weitere Bildagenturen. In Berlin wurden Agenturen wie Zander & Labisch, Berliner Illustrations–Gesellschaft, Weltrundschau und Dephot (von Deutscher Photodienst) gegründet. Gleichzeitig entstand Ende der 1920er Jahre die moderne Form der Fotoreportage. Simon Guttmann, der Leiter von Dephot, hielt seine Fotografen an, zusammenhängende Aufnahmeserien für die spätere Verwendung in Bildgeschichten zu erstellen. In Wien gehört Lothar Rübelt zu den Pionieren der modernen Reportagefotografie. Die auf diese Weise entstandenen Bildgeschichten berichten nun nicht mehr allein von politischen oder gesellschaftlichen Ereignissen, sondern widmen sich auch Aspekten des alltäglichen Lebens. Anton Holzer weist darauf hin, dass bei „gut gemachten Reportagen […] Nachricht, Unterhaltung, spannende Erzählung, oft auch Werbung und Propaganda zu einer neuen Bildgattung [verschwimmen].“ Wolfgang Pensold sieht in dieser Geburtsstunde der modernen Fotoreportage eine Reaktion auf die Konkurrenz der Wochenschauen in Kinos: „Die Fotografie beziehungsweise die Fotoillustrierte soll[te] gegenüber den laufenden Aktualitätenbildern konkurrenzfähig bleiben“.

#### Streben nach Objektivität: der Einfluss der Dokumentarfotografie

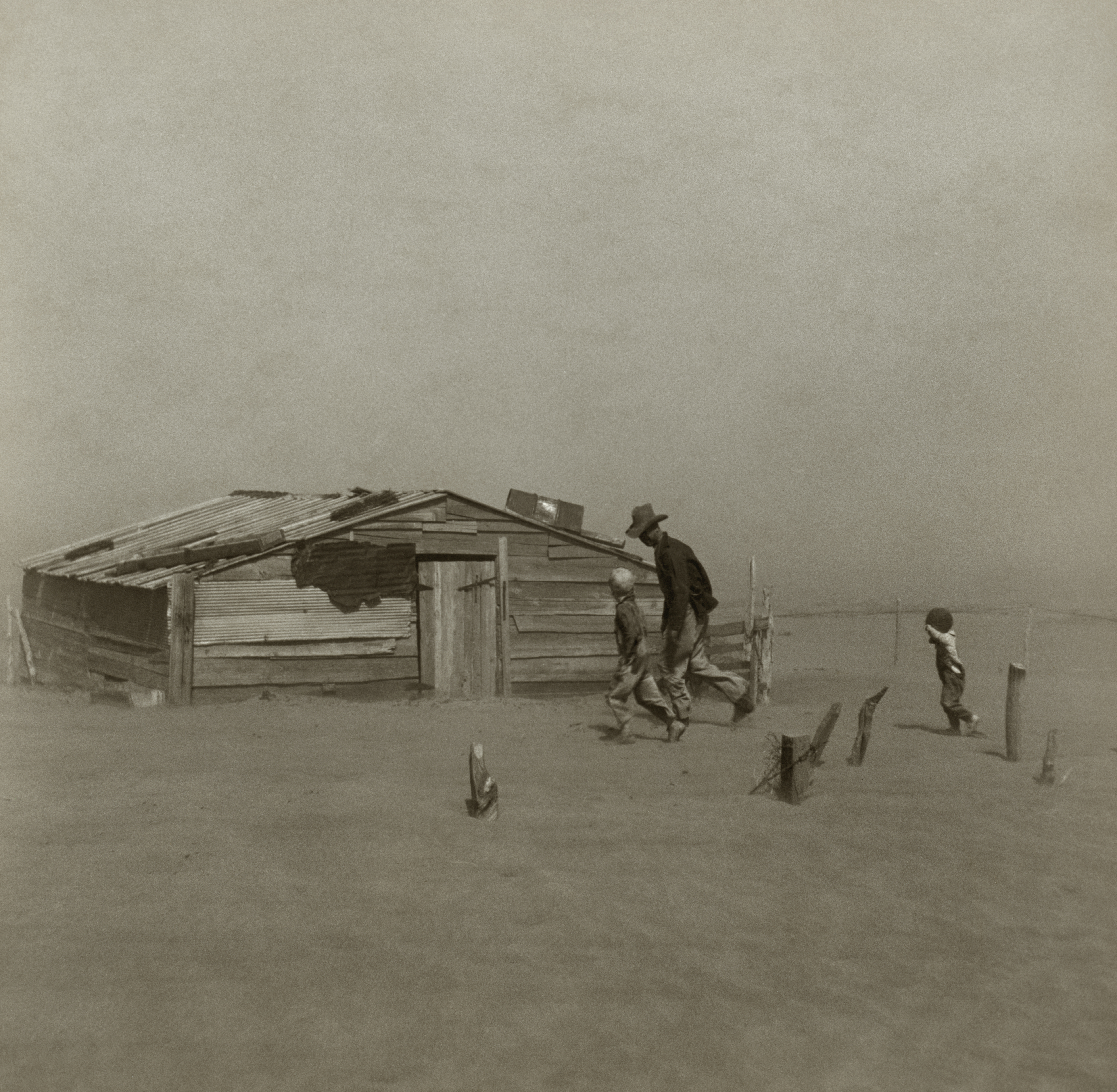
Das Foto Farmer and sons walking in the face of a dust storm. Cimarron County, Oklahoma aus dem Jahr 1936 gehört zu den bekanntesten Aufnahmen des Fotojournalisten Arthur Rothstein, der als erster Fotograf im Auftrag der FSA die Notlage der armen Farmer während der Great Depression dokumentierte. Die drei Abgebildeten scheinen den Fotografen und seine Kamera nicht wahrzunehmen, was die Authentizität der Szene unterstreicht.

Bereits in der zweiten Hälfte des 19. Jahrhunderts hatten Fotografen wie Jacob August Riis und Lewis Hine begonnen, mit ihren Bildern das Leben von Menschen am Rande der Gesellschaft ins öffentliche Bewusstsein zu rücken. Mitte der 1930er Jahre nahm der amerikanische Ökonom Roy Stryker diese Tradition in seiner Funktion als Leiter der Informationsabteilung der amerikanischen Farm Security Administration (FSA) auf und engagierte Fotografen, um die Notlage der armen Farmer während der Great Depression zu dokumentieren. Im Gegensatz zu Riis und Hine handelten die von Stryker angeworbenen Fotografen allerdings im Regierungsauftrag mit dem klaren Ziel, die Öffentlichkeit und den Kongress der Vereinigten Staaten von der Notwendigkeit von Hilfsprogrammen zu überzeugen. Auf diese Weise entstanden zwischen 1935 und 1943 rund 250.000 Bilder, die über Zeitungen, Zeitschriften, Broschüren, Bücher und Ausstellungen breite Bevölkerungskreise erreichten.
Gemäß Strykers Vorgaben wurden bestimmte Bildmotive wie die bisweilen brutale Niederschlagung von Arbeiterstreiks oder solche zur Dokumentation der hohen Kindersterblichkeit allerdings ausgeschlossen. Zwischen den Mitarbeitern der FSA und Fotografen wie Walker Evans – der politisch motivierte Aufträge ablehnte – kam es in der Folge immer wieder zu Auseinandersetzungen, die für Evans in seiner Entlassung im Jahre 1937 gipfelten.
Dennoch gelang es Evans und einigen anderen Fotografen, in diesem Spannungsfeld zwischen propagandistischem Auftrag und eigenem Anspruch, einen besonderen, auf realistische Darstellung abzielenden Stil zu entwickeln. So verfolgte auch Dorothea Lange einen dokumentarischen Ansatz, der die Dinge so zeigen wollte, wie sie sind. In ihrem 1939 veröffentlichten Bildband An American Exodus strich Lange die von ihr angestrebte Objektivität heraus – anstatt das Fotomotiv zu arrangieren, gewöhne sie die dargestellten Menschen an die Gegenwart ihrer Kamera, um auf diese Weise ungezwungene Aufnahmen erstellen zu können. Mit diesem Streben nach Authentizität haben die Arbeiten von Fotografen wie Evans, Lange und anderen eine ganze Generation von Fotojournalisten beeinflusst. Heute gilt das Projekt der FSA als Auslöser für die Entwicklung der Dokumentarfotografie zu einer eigenständigen Gattung und als richtungsweisend für den modernen Fotojournalismus.

#### Der Einschnitt des Zweiten Weltkriegs

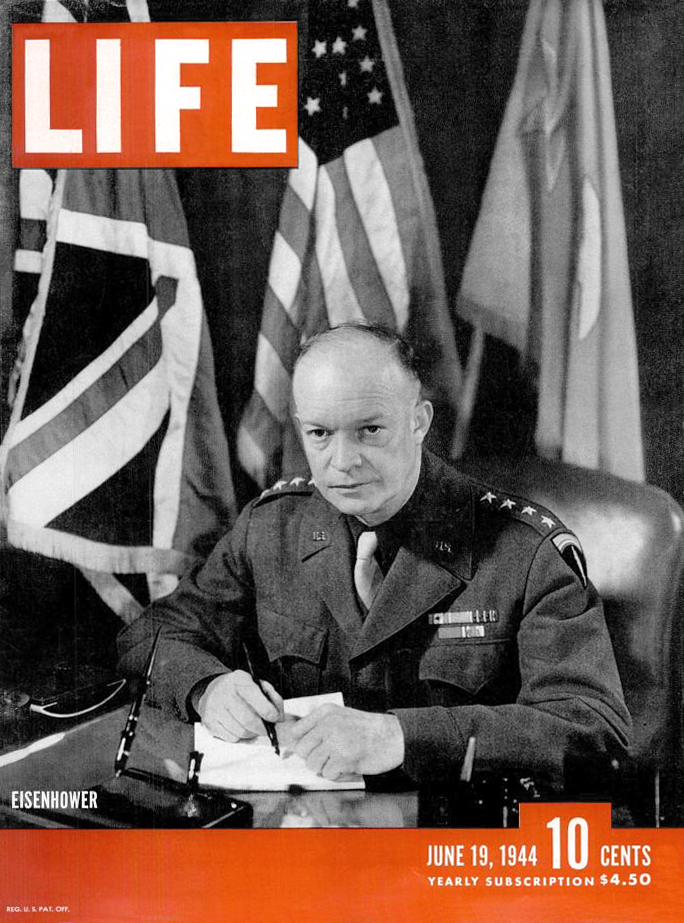
Titelblatt des Magazins Life vom 19. Juni 1944. Die Ausgabe enthielt unter anderem zehn Bilder von Robert Capa, der Deutschland 1933 verlassen hatte und 1939 in die Vereinigten Staaten ausgewandert war.

Die Machtergreifung der Nationalsozialisten bedeutete eine Zäsur in der Geschichte des deutschen Fotojournalismus. Während jüdische Fotografen wie Erich Salomon in Konzentrationslagern ermordet wurden oder emigrierten, stellten sich zahlreiche andere – wie etwa Hitlers Leibfotograf Heinrich Hoffmann – in den Dienst der Propaganda des NS-Regimes. Illustrierte Zeitschriften wie der von Hoffmann mitgegründete und von der NSDAP herausgegebene Illustrierte Beobachter entwickelten sich zu Sprachrohren des nationalsozialistischen Regimes.
Die Emigration jüdischer Fotografen nach England, Frankreich und in die Vereinigten Staaten hatte großen Einfluss auf die dortige Entwicklung des Fotojournalismus. Stefan Lorant von der Münchner Illustrierten, einer der Pioniere des modernen Fotojournalismus, gründete in London die Fotoillustrierte Picture Post. Die unter anderem nach dem Vorbild der Berliner Illustrierten Zeitung geschaffene französische Illustrierte Vu bot zahlreichen Emigranten eine berufliche Heimat. Alfred Eisenstaedt, ehemals freier Mitarbeiter des Berliner Tageblatts, lieferte Bilder für das 1936 von Henry Luce in New York gegründete Magazin Life, das sich zur erfolgreichsten Fotoillustrierten seiner Zeit entwickelte.
Im Gegensatz zum Ersten Weltkrieg wurde schon zu Beginn des Zweiten Weltkriegs die Bedeutung von Bildern für die psychologische Kriegsführung erkannt. Reichspropagandaminister Joseph Goebbels forderte im Juni 1940, „[…] daß sowohl die Härte, die Größe und das Opfervolle des Krieges gezeigt werden soll, daß aber eine übertrieben realistische Darstellung, die stattdessen nur das Grauen vor dem Kriege fördern könne, auf jeden Fall zu unterbleiben habe.“
Während amerikanische Magazine wie Life zu Beginn des Krieges noch auf die Bilder deutscher Fotografen zurückgriffen, änderte sich diese Situation mit dem Kriegseintritt der USA im Jahr 1941. Neben Armeefotografen wurden auch zivile Fotografen wie Robert Capa für die Bildberichterstattung zugelassen. Obwohl ihre Bilder ebenfalls der Zensur unterlagen, strebten einige der Fotografen auf alliierter Seite danach, den Krieg – anders als die Fotografen der deutschen Propagandakompanie – so zu zeigen, wie er wirklich war. Andere wiederum, wie der britische Fotograf George Rodger oder die amerikanische Kriegsberichterstatterin Margaret Bourke-White lieferten mit ihren Fotos aus deutschen Konzentrationslagern Beweise für den Holocaust.

### Das zweite goldene Zeitalter des Fotojournalismus

#### Magnum und der humanistische Zeitgeist der Nachkriegsjahre
Zwei Jahre nach Kriegsende gründeten die Fotografen Robert Capa, Henri Cartier-Bresson, David Seymour und George Rodger in New York die unabhängige Fotoagentur Magnum Photos. Unter dem Eindruck der Grausamkeiten des Zweiten Weltkrieges stellten sie ihre Arbeit unter ein humanistisches Leitbild. Sie verstanden sich – wie Pensold es formuliert – „nicht bloß als objektive Beobachter, sondern als aufklärerisch inspirierte Berichterstatter, die den Blick gezielt auf Ungerechtigkeiten lenken.“ Darüber hinaus waren sie bemüht, nicht der Willkür der Bildredakteure und den Sachzwängen des Layouts zu unterliegen. Möglichen Verfälschungen der vom Fotografen angestrebten Bildaussage etwa durch nachträgliches Beschneiden standen sie deshalb ablehnend gegenüber. Bei der Verwertung ihrer Fotos bestanden sie auf die Namensnennung des Fotografen und den Verbleib der Bildrechte beim Urheber.
In der von Edward Steichen kuratierten Fotoausstellung The Family of Man fand der humanistische Zeitgeist der Nachkriegsjahre seinen Höhepunkt. Während des Krieges hatte Steichen eine Fotoabteilung der US-Navy geleitet. Beeinflusst von seinen Kriegserfahrungen bemühte er sich nun darum, die Gleichwertigkeit aller Menschen in einer monumentalen Bilderschau zu betonen, um auf diese Weise Hass und Gewalt ein Ende zu setzen. Die Tatsache, dass The Family of Man nach der Eröffnung im Jahr 1955 von weit mehr als 10 Millionen Menschen besucht wurde, „trug […] maßgeblich dazu bei“ – so Bauernschmitt und Ebert in ihrem Handbuch des Fotojournalismus – „das 20. Jahrhundert endgültig zu dem der Bilder werden zu lassen.“

#### Große Magazine prägen den Fotojournalismus des zweiten goldenen Zeitalters
In den drei Jahrzehnten nach Ende des Zweiten Weltkriegs spielten große Magazine eine dominierende Rolle in Information und Unterhaltung der breiten Öffentlichkeit. Das in der amerikanischen Besatzungszone bereits im Juli 1945 nach dem Vorbild von Life geschaffene Blatt Heute – Eine neue illustrierte Zeitschrift war die erste deutschsprachige Illustrierte nach Kriegsende und diente vornehmlich erzieherischen Zwecken. Obwohl das Blatt auf qualitativ hochwertige Bilder setzte und den späteren Magnum-Fotografen Ernst Haas als Bildredakteur beschäftigte, war es der zunehmenden Konkurrenz der neuen deutschen Illustrierten wie Quick oder Stern nicht gewachsen und wurde bereits 1951 wieder eingestellt. Dabei wurde der Fotojournalismus dieser Anfangsjahre noch stark von denjenigen geprägt, die auch schon während des Nationalsozialismus Karriere gemacht hatten. Fotografen wie Benno Wundshammer, Hilmar Pabel oder Hanns Hubmann entwickelten sich – ungeachtet ihrer früheren Mitarbeit in Propagandakompanien – zu Stars der nachkriegsdeutschen Fotojournalismusszene.

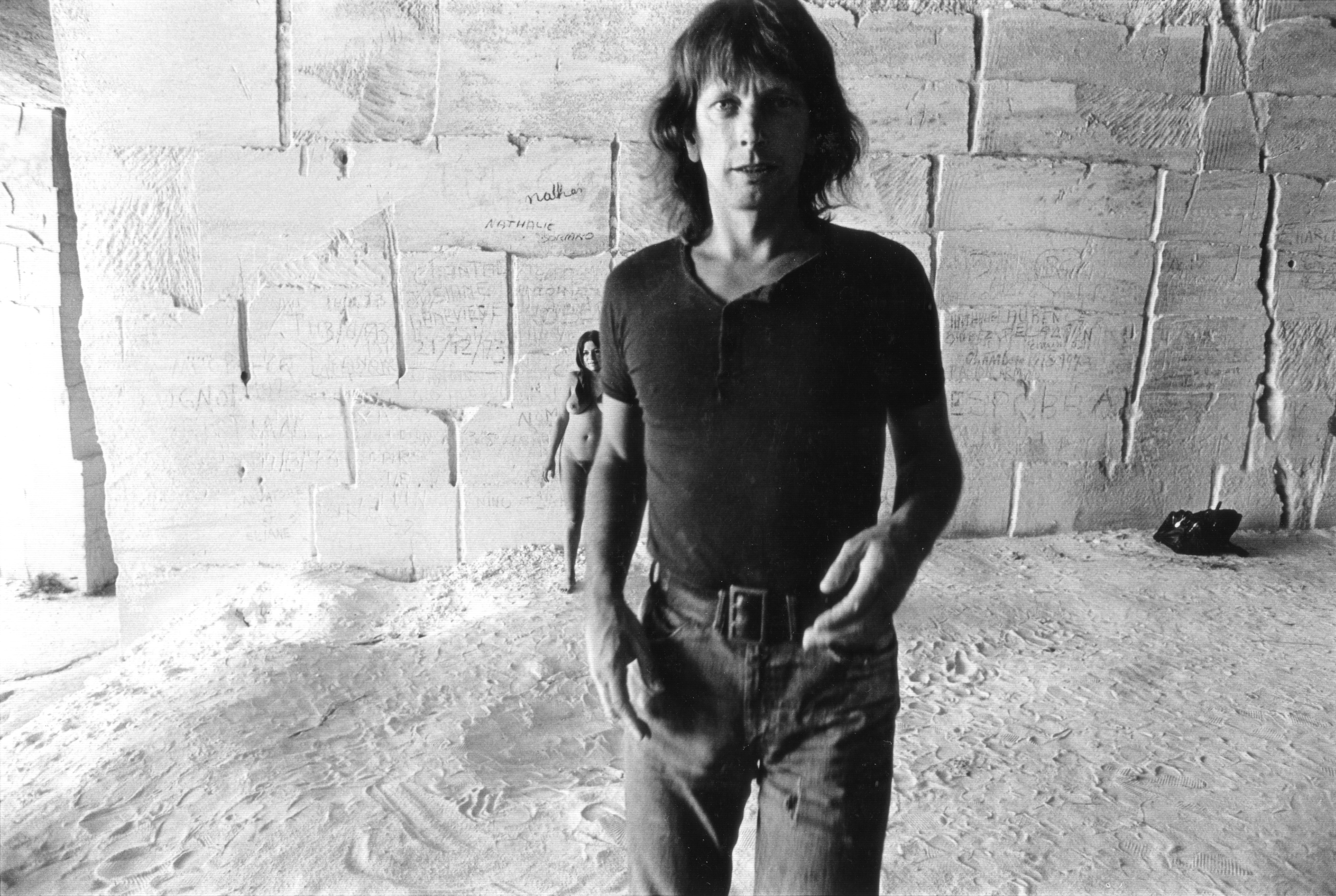
Der Amerikaner Will McBride (hier auf einem Bild aus dem Jahr 1975) entwickelte in den 1960er Jahren eine neue Bildsprache

Laut Bauernschmitt und Ebert dauerte es in Deutschland bis zum Beginn der 1960er Jahre, dass eine „junge und unbelastete Generation“ von Bildjournalisten auf der Bildfläche erschien. Die 1960 erstmals erschienene Jugendzeitschrift Twen war von aufwändigen Fotostrecken und expressiven Aufnahmen des in München lebenden amerikanischen Fotografen Will McBride geprägt. McBride entwickelte nicht nur eine neue Bildsprache, sondern förderte mit seinen Inszenierungen auch Debatten darüber, wo im Fotojournalismus die Grenzen des Erlaubten lagen. Zu einer Zeit, als die Darstellung von Schwangeren als obszön galt, löste er mit einem Foto seiner schwangeren Frau Barbara einen bundesweiten Skandal aus und beförderte auf diese Weise die Diskussion über ein modernes Frauenbild.
Ebenfalls zur neuen Generation westdeutscher Fotografen gehörte Thomas Höpker, der durch eine 1964 veröffentlichte Fotoreportage in der Zeitschrift Kristall bekannt wurde und noch im selben Jahr begann, für den Stern zu arbeiten. Als einer von wenigen deutschen Fotojournalisten wurde Höpker Mitglied von Magnum Photos. Zwischen 2003 und 2007 vertrat er die Agentur sogar als deren Präsident.

#### Die Krise der Massenillustrierten

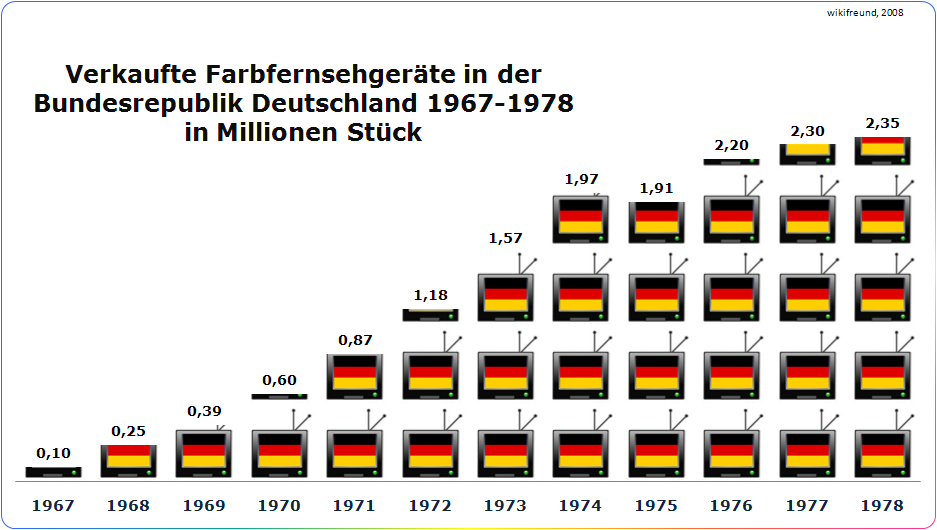
Zu Beginn der 1970er Jahre stiegen die Verkaufszahlen von Fernsehgeräten in der Bundesrepublik Deutschland stark an

Als sich die Werbewirtschaft dem Fernsehen zuzuwenden begann und damit die wichtigste Geldquelle der Magazine langsam austrocknete, endete die große Zeit der Massenillustrierten. Leser begannen sich zunehmend für Special-Interest-Zeitschriften zu interessieren und beschleunigten damit den Niedergang der großen Publikumszeitschriften. Bereits in den 1950er und 1960er Jahren waren die ersten Magazine vom Markt verschwunden: 1957 erschienen Collier’s und die Picture Post zum letzten Mal. Im Jahr 1969 wurde die Saturday Evening Post eingestellt. Das amerikanische Magazin Look wurde 1971 eingestellt und nur ein Jahr später stellte auch Life sein Erscheinen ein. Wenngleich die Krise der Massenillustrierten durch wirtschaftliche Faktoren wie einen erhöhten Kostendruck und den Wegfall von Werbeeinnahmen ausgelöst wurde, so wird diese Krise bisweilen auch als Zeichen für einen Bedeutungsverlust der Fotoreportage gedeutet.
In den Krisenjahren der 1970er etablierten sich allerdings auch neue Magazine wie etwa das von Gruner + Jahr in Hamburg verlegte Geo, das bis heute für seine opulenten Fotostrecken bekannt ist. Eine Millionenauflage wie noch zu Zeiten von Life erreichte nach Ende der 1970er aber keines der Magazine mehr.

### Von den späten 1980er Jahren bis heute: die digitale Revolution und ihre Folgen

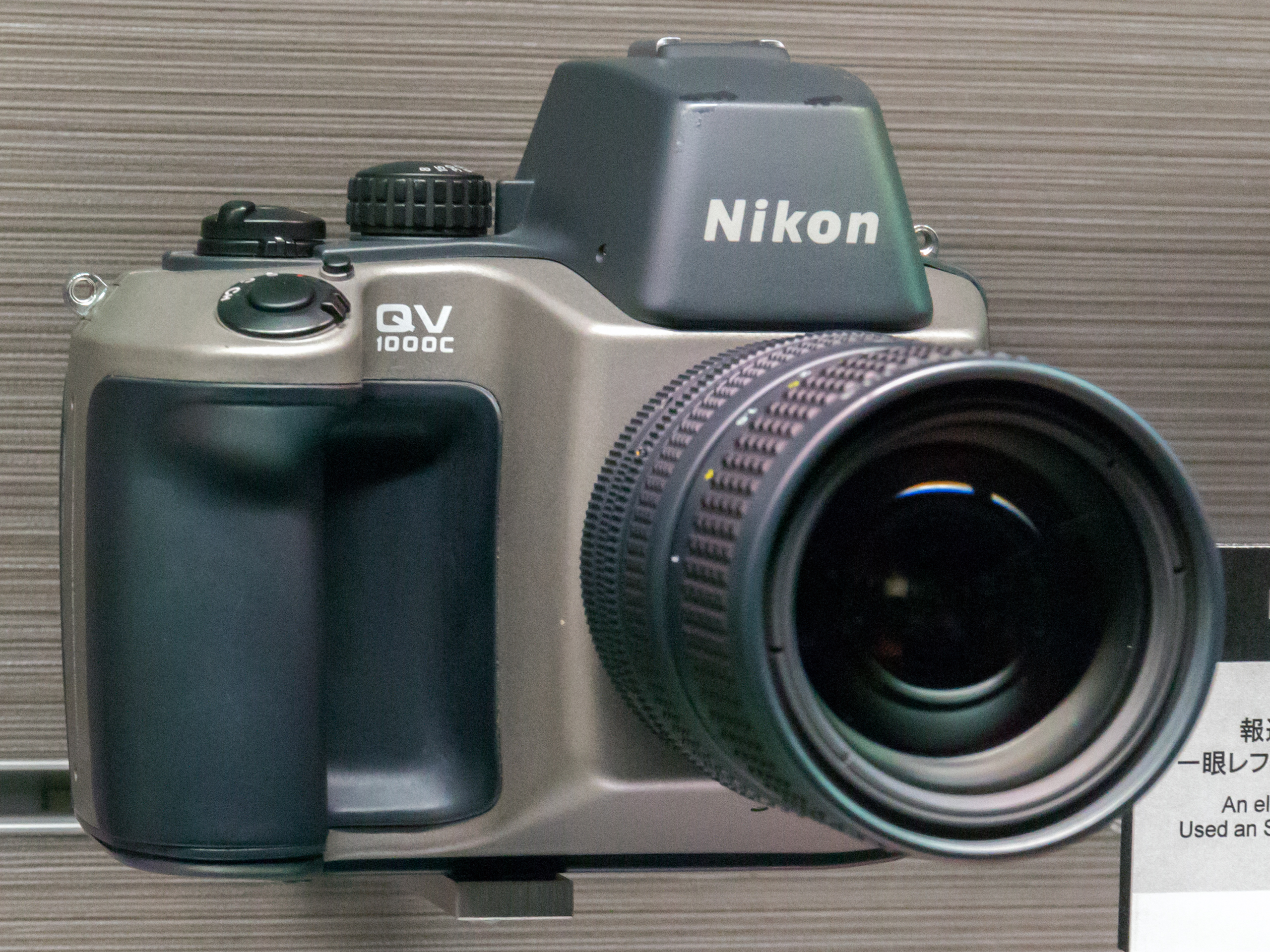
Das erste in einer Zeitung veröffentlichte Digitalfoto schoss der Pulitzerpreisträger Ron Edmonds mit einer Nikon QV-1000C anlässlich der Vereidigung des amerikanischen Präsidenten George H. W. Bush im Januar 1989

Obwohl der amerikanische Fotojournalist und Digitalpionier Ron Edmonds bereits Ende der 1980er Jahre Pressefotos mit einer Digitalkamera machte, fasste die neue Technik erst Mitte der 1990er Jahre langsam im Fotojournalismus Fuß. Vorteilen wie der Möglichkeit zur schnellen Übertragung der Bilder und dem Wegfall der Kosten für Filmmaterial standen zunächst Nachteile wie der hohe Anschaffungspreis und die anfänglich geringe Bildauflösung entgegen. Aufgrund technischer Weiterentwicklungen änderte sich diese Situation ab der Jahrtausendwende dramatisch. Mit digitalen Spiegelreflexkameras wie der 2001 eingeführten Nikon D1X oder der ab 2004 verfügbaren Canon EOS-1Ds Mark II standen Pressefotografen erstmals wirkliche Alternativen zu ihren analogen Kameras zur Verfügung. Damit endete die Zeit, in der belichtete Filme aufwändig und unter Inkaufnahme eines Verlustrisikos über den Postweg an die Redaktion verschickt werden mussten. Von nun an wurden Bilder innerhalb von Minuten per Satellit an die Bildagenturen übertragen und von diesen wiederum in kürzester Zeit an die Zeitungen und Magazine weitergeleitet.
Die durch die Digitalisierung hervorgerufenen Folgen für den Fotojournalismus sind vielfältig. Elke Grittmann weist bereits in einer 2007 veröffentlichten Arbeit auf den Umstand hin, dass der Stellenwert von Fotos seit den 1990er Jahren steigt, da sie im Zuge einer Stärkung des Visuellen zunehmend als „Eyecatcher“ eingesetzt werden und den Betrachter zur Lektüre anregen. Lars Bauernschmitt geht noch einen Schritt weiter und postuliert im 2015 erschienenen Handbuch des Fotojournalismus: „In den Medien herrscht heute der Zwang zur Visualisierung. Nur was sich in einem Bild darstellen lässt, hat die Chance, veröffentlicht zu werden. Was nicht im Bild gezeigt werden kann, hat sich nicht ereignet.“ Wolfgang Pensold hebt im Schlusskapitel seiner Geschichte des Fotojournalismus die durch Mobiltelefonkameras entstandene Konkurrenz des Bürgerjournalismus gegenüber dem klassischen Fotojournalismus hervor. Er sieht in der Arbeit anonymer Fotoamateure vor allem eine Bedrohung der durch Geschichte und Kultur des traditionellen Fotojournalismus verbürgten Wahrhaftigkeit. Ausgehend von der Beobachtung, dass Fernsehsender und Onlineausgaben von Zeitungen verstärkt Videos nachfragen, glaubt Pensold, dass der „überkommene Typus des Fotojournalisten“ ausgedient habe und die Zukunft dem Visual Journalist gehöre, „der gleichzeitig Fotograf und Videograf sein muss“.

## Fotojournalistische Darstellungsformen (Auswahl)

### Einzelbild
| Typ                    | Erläuterung | Bildbeispiel | Bildbeschreibung |
| ---------------------- | --- | ------------ | --- |
| Porträt                | Das Porträt dient der Darstellung von Personen. Dabei kann das Foto das Aussehen des Porträtierten so neutral wie möglich wiedergeben oder aber versuchen, durch den spezifischen Gesichtsausdruck die Persönlichkeit des Dargestellten zu erfassen. |              | Porträt der Sängerin Jill Tracy, aufgenommen während einer Veranstaltung in San Francisco im Jahr 2018. Bei dieser Art Großaufnahmen wird das eigentliche Motiv – wie im nebenstehenden Beispiel – häufig durch die Wahl einer offenen Blende vom Bildhintergrund getrennt.                                                                                   |
| Environmental portrait | Eine Sonderform des Porträts stellt das „environmental portrait“ dar, bei dem durch die Einbeziehung der typischen Umgebung der dargestellten Person deren Besonderheit (etwa eine besondere Begabung oder ein bestimmter Beruf) hervorgehoben wird. |              | Porträt Engin Umut Akkayas, eines der führenden türkischen Wissenschaftler in molekularer Fluoreszenz und molekularen Logikgattern, aus dem Jahr 2010. Das Foto zeigt ihn in seinem Labor mit seinen Doktoranden an der Bilkent-Universität UNAM, Ankara. Es bettet den Dargestellten in seine typische Arbeitsumgebung ein, um dem Porträt Kontext zu geben. |
| Ereignisfoto           | Als Ereignisfotos gelten Momentaufnahmen nachrichtenwürdiger Geschehnisse wie Naturkatastrophen, politischer Veranstaltungen oder Sportevents. |              | Ausbruch des Eyjafjallajökull 2010: Das Bild zeigt die Gipfelkratereruption vom 10. Mai. Aufgrund der durch das Ereignis hervorgerufenen Beeinträchtigungen des Flugverkehrs in Europa war der Vulkanausbruch auf Island über Wochen in den Medien präsent.                                                                                                   |
| Feature                | Als „feature pictures“ werden Einzelbilder bezeichnet, die eine Abwechslung von den häufig negativen Schlagzeilen der Presse bieten und häufig eine positive Stimmung erzeugen. Laut Kenneth Kobré sind sie „zeitlos“, indem sie – anders als etwa Bilder von einem bestimmten Moment in der politischen Berichterstattung – ihre Anziehungskraft auch lange nach der Veröffentlichung beibehalten. Zu den häufig für solche Bilder verwendeten Motiven zählt Kobré „Kinder, die Erwachsene imitieren“ oder „Tiere, die sich wie Menschen benehmen“. |              | Gute „feature pictures“ sind darauf ausgelegt, bei dem Betrachter eine Reaktion hervorzurufen, die von Staunen über Lachen bis hin zur näheren Betrachtung reichen kann. Das Bildbeispiel zeigt eine Vogel-Statuette, bei der der Eindruck hervorgerufen wird, als bestünde zwischen der Figur und dem vor ihr befindlichen Vogelkot ein Zusammenhang.        |

### Bildstrecken
| Typ           | Erläuterung | Bildbeispiel | Bildbeschreibung |
| ------------- | --- | --- | --- |
| Bildserie     | Die Bildserie ist eine Gruppe gleichartiger Bilder. Häufig – wie auch im nebenstehenden Beispiel – geschieht dies, um den Ablauf einer Handlung oder eines Ereignisses darzustellen. Besonderes Kennzeichen der Bildserie ist die formale Ähnlichkeit der Fotos: alle Aufnahme erfolgten von demselben Standpunkt des Fotografen aus und mit denselben Kameraeinstellungen; Zeit und Ort sind konsistent. | | Hochgeschwindigkeitsfotografie: eine eingeschaltete Glühlampe wird mit einer Softair-Pistole zerschossen (Position rechts neben der Lampe). Hier das erste Bild der Serie, das die Glühlampe in ihrem unversehrten Zustand zeigt. |
| Bildserie     | Die Bildserie ist eine Gruppe gleichartiger Bilder. Häufig – wie auch im nebenstehenden Beispiel – geschieht dies, um den Ablauf einer Handlung oder eines Ereignisses darzustellen. Besonderes Kennzeichen der Bildserie ist die formale Ähnlichkeit der Fotos: alle Aufnahme erfolgten von demselben Standpunkt des Fotografen aus und mit denselben Kameraeinstellungen; Zeit und Ort sind konsistent. | Das zweite Bild der Serie zeigt die explodierende Glühlampe. Beide Bilder wurden im Abstand von wenigen Millisekunden aufgenommen, wobei Kamerastandpunkt und -einstellung identisch sind. | |
| Fotoreportage | Bei der Fotoreportage handelt es sich um eine Sequenz von Bildern, die zu einer zusammenhängenden Geschichte verbunden sind. Die Reportage wird durch einen Ort, eine Person oder ein Ereignis als Grundmotiv bestimmt, wobei der jeweilige Aufnahmestandort, die Kameraeinstellungen, sowie die Wahl des Bildausschnitts zur Ausgestaltung der Dramaturgie der Geschichte eingesetzt werden. Das erste und das letzte Bild markieren üblicherweise Anfang und Ende der Darstellung und sind häufig formal oder inhaltlich ähnlich. | | Während der Demonstration “Bridge Together Golden Gate” bildeten tausende Menschen im Januar 2017 eine Menschenkette über die Golden Gate Brücke, um auf diese Weise gegen den Amtsantritt Donald Trumps zu demonstrieren. Dies ist das erste und damit das „Aufmacherbild“ in der Serie, das – wie bei Fotoreportagen üblich – einen Überblick über die Szene gibt. |
| Fotoreportage | Bei der Fotoreportage handelt es sich um eine Sequenz von Bildern, die zu einer zusammenhängenden Geschichte verbunden sind. Die Reportage wird durch einen Ort, eine Person oder ein Ereignis als Grundmotiv bestimmt, wobei der jeweilige Aufnahmestandort, die Kameraeinstellungen, sowie die Wahl des Bildausschnitts zur Ausgestaltung der Dramaturgie der Geschichte eingesetzt werden. Das erste und das letzte Bild markieren üblicherweise Anfang und Ende der Darstellung und sind häufig formal oder inhaltlich ähnlich. | Das nächste Bild zeigt einen Ausschnitt des Handlungsraums, in diesem Fall die Interaktion der Demonstranten mit den vorbeifahrenden Autofahrern.                                          | |
| Fotoreportage | Bei der Fotoreportage handelt es sich um eine Sequenz von Bildern, die zu einer zusammenhängenden Geschichte verbunden sind. Die Reportage wird durch einen Ort, eine Person oder ein Ereignis als Grundmotiv bestimmt, wobei der jeweilige Aufnahmestandort, die Kameraeinstellungen, sowie die Wahl des Bildausschnitts zur Ausgestaltung der Dramaturgie der Geschichte eingesetzt werden. Das erste und das letzte Bild markieren üblicherweise Anfang und Ende der Darstellung und sind häufig formal oder inhaltlich ähnlich. | Durch ein „Heranzoomen“ wird Nähe erzeugt. | |
| Fotoreportage | Bei der Fotoreportage handelt es sich um eine Sequenz von Bildern, die zu einer zusammenhängenden Geschichte verbunden sind. Die Reportage wird durch einen Ort, eine Person oder ein Ereignis als Grundmotiv bestimmt, wobei der jeweilige Aufnahmestandort, die Kameraeinstellungen, sowie die Wahl des Bildausschnitts zur Ausgestaltung der Dramaturgie der Geschichte eingesetzt werden. Das erste und das letzte Bild markieren üblicherweise Anfang und Ende der Darstellung und sind häufig formal oder inhaltlich ähnlich. | Das letzte Bild der Sequenz bildet zusammen mit dem ersten Bild den Rahmen der Fotoreportage.                                                                                              | |

## Einsatzgebiete (Auswahl)

### Lokaljournalismus

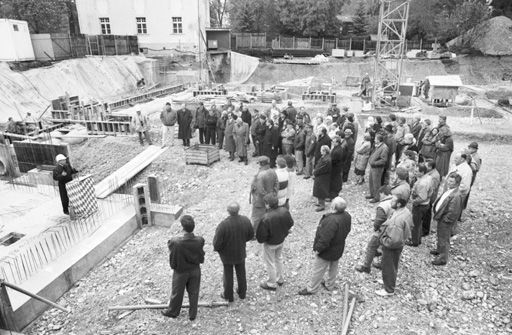
Zu den typischen Themen im Lokalteil einer Tageszeitung gehören Ereignisse wie diese Grundsteinlegung (Foto: Andreas Bohnenstengel)

Der Lokaljournalismus ist das Gebiet, das dem Fotojournalisten die größte Flexibilität abverlangt. Das Spektrum ihres Aufgabenfeldes reicht von dem Fotografieren von Festen, Sportereignissen, Verkehrsunfällen, Porträts, Kulturevents bis hin zu Ereignissen aus dem Vereinsleben. Dabei werden die Arbeiten lokaler Fotojournalisten überwiegend als Einzelbilder veröffentlicht, während Bildreportagen eher die Ausnahme bilden.
Die Arbeit als lokaler Fotojournalist stellt häufig den Einstieg in den Beruf dar. So arbeiteten etwa die deutschen Pulitzer-Preisträger Anja Niedringhaus und Karsten Thielker zunächst für Lokalredaktionen, bevor sie ihre internationale Karriere starteten.
Heute verfügen nur noch wenige Lokalzeitungen über festangestellte Fotoreporter. Stattdessen setzen sie auf freie Mitarbeiter oder bebildern ihre Artikel mit honorarfreien Fotos, die sie im Internet finden. Während die Zahl der in der Tagespresse abgedruckten Bilder in den letzten Jahren stieg, sind die Bildhonorare dramatisch gesunken. Dies führt dazu, das lokale Fotojournalisten heute deutlich schlechter von ihren Einkünften leben können, als dies in der Vergangenheit der Fall war.

### Sportfotografie

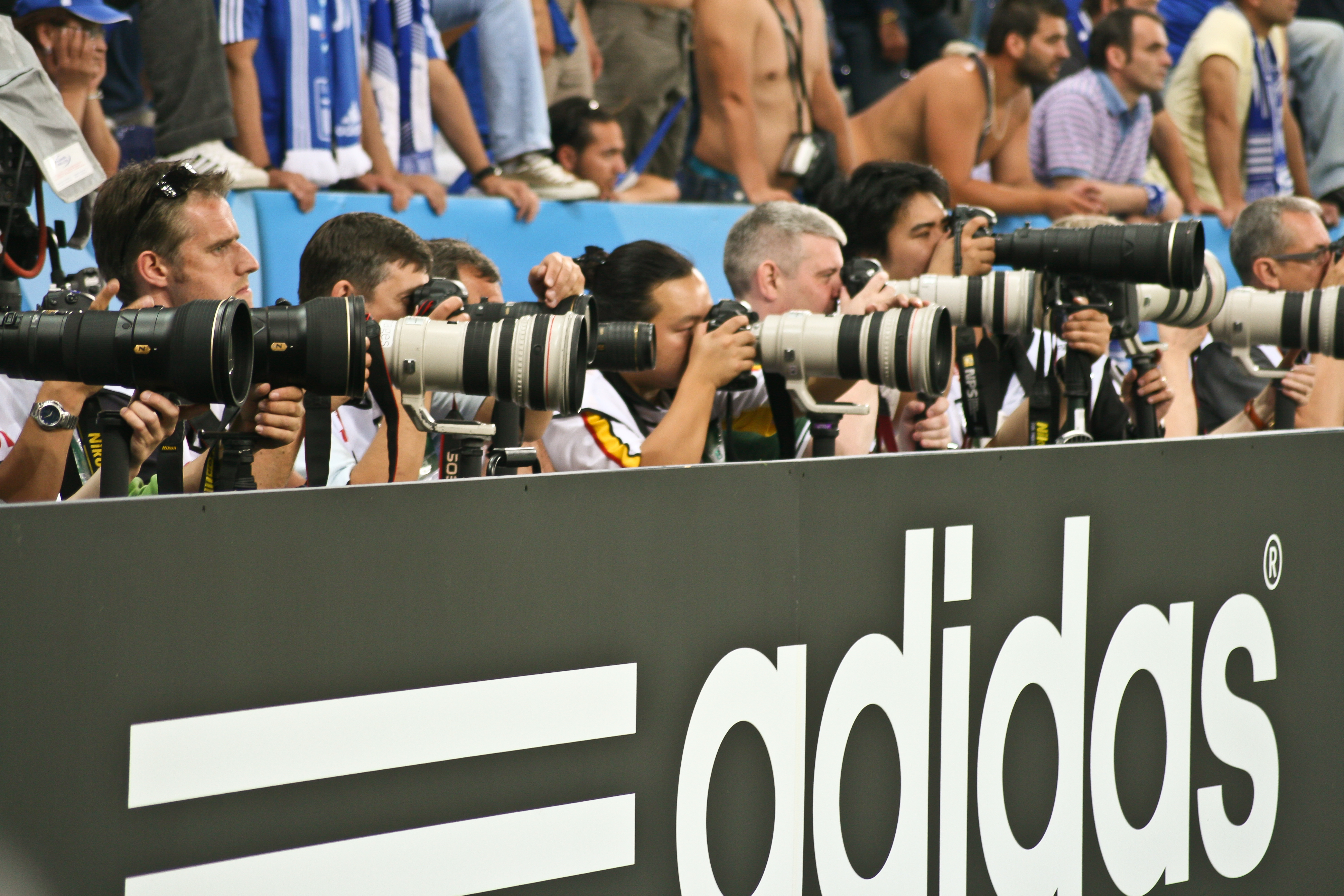
Sportfotografen während der Fußball-Europameisterschaft 2008 in Salzburg

Die Sportfotografie ist seit jeher stark von den technischen Möglichkeiten der eingesetzten Kameraausrüstung geprägt. So begann ihre Geschichte erst Anfang des 20. Jahrhunderts mit dem Aufkommen von Kameras, die eine ausreichend kurze Verschlusszeit hatten, um schnelle Bewegungen im Bild festhalten zu können. Heutige Sportfotografen arbeiten mit aufwändig konstruierten und zugleich schweren Teleobjektiven, die allein in Kombination mit einem äußerst lichtempfindlichen Kamerasensor die gewünschten Ergebnisse erzielen.
Die Digitalfotografie des 21. Jahrhunderts hat sowohl zu einer stärkeren Konkurrenz als auch zu einer Beschleunigung auf dem Gebiet der Sportfotografie geführt. Die leichtere Verfügbarkeit leistungsstarker Kamerasysteme hat dafür gesorgt, dass der Markt für gute Sportbilder heute stärker umkämpft ist als noch zu Zeiten der analogen Fotografie. Darüber hinaus bearbeiten Sportfotografen ihre Werke heute nicht selten vor Ort und schicken sie noch vom Spielfeldrand an ihre Redaktionen, während diese in früheren Zeiten noch viel Aufwand in die Entwicklung von Filmen stecken mussten.

### Konzertfotografie

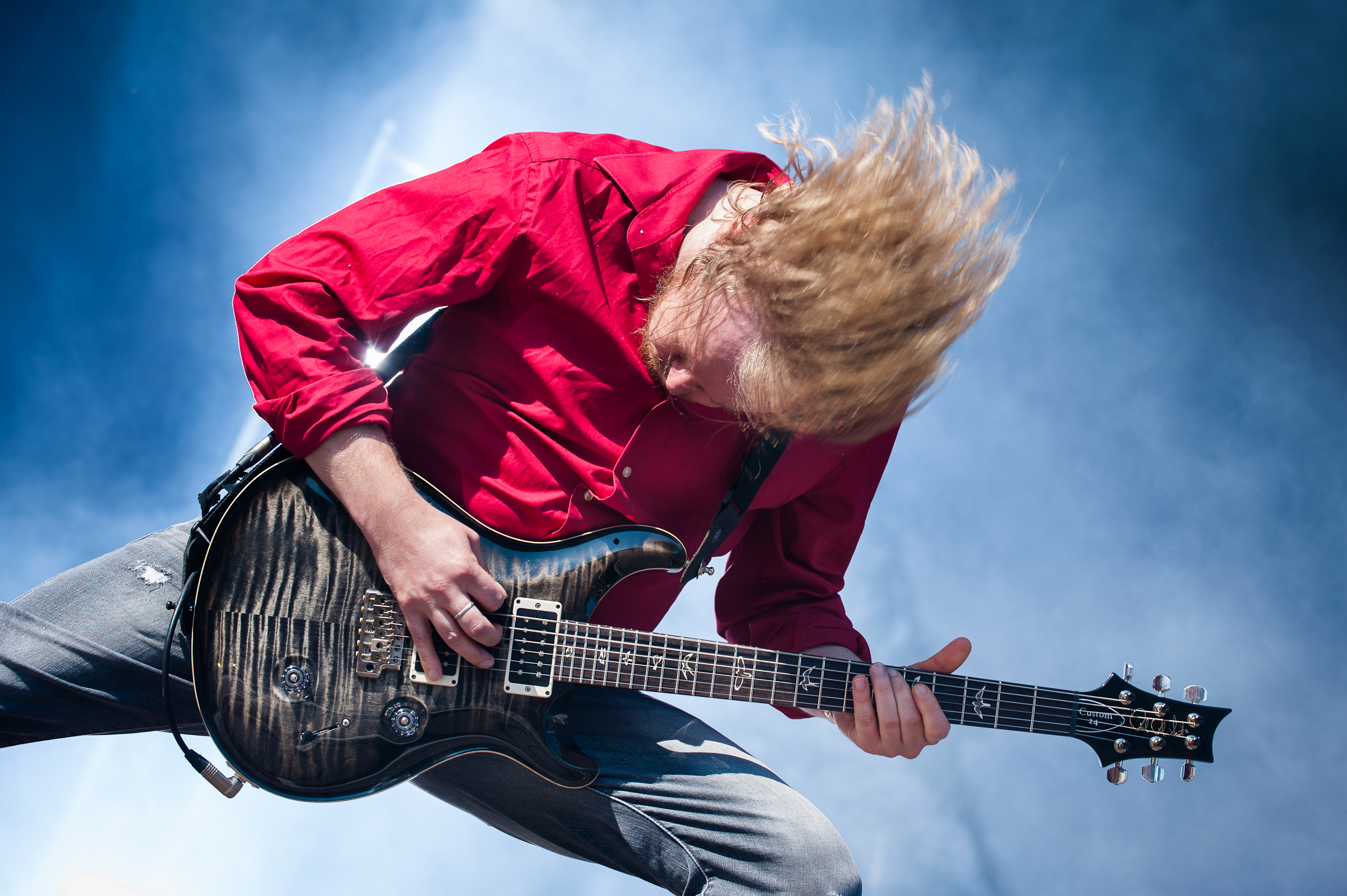
Alexander Dietz, Gitarrist der deutschen Metalcore-Band Heaven Shall Burn, bei einem Rockfestival im Jahr 2012

Ebenso wie die Sportfotografie ist die Konzertfotografie stark von den technischen Möglichkeiten der eingesetzten Ausrüstung geprägt. Fotografen, die bei schnell wechselnden Lichteffekten und einer bisweilen unzureichenden Bühnenbeleuchtung scharfe und korrekt belichtete Fotos erstellen möchten, sind in der Regel auf lichtstarke Objektive, Kamerasensoren mit einem hohen Dynamikumfang und leistungsfähige Bildstabilisierungsmechanismen angewiesen.
Darüber hinaus stellt die Konzertfotografie auch an den Fotografen besondere Ansprüche. Da das Fotografieren häufig nur während der ersten drei Musikstücke gestattet ist, stehen die Fotografen unter besonderem Druck, wenn sie die Stimmung des Konzerts in der Kürze der Zeit gut widerspiegeln wollen. Hinzu kommt die Tatsache, dass die bei einem Konzert anwesenden Fotografen sich im „Pressegraben“ vor der Bühne nicht selten in die Quere kommen und die besondere Aufnahmesituation nur wenige aktive Bildgestaltungsmöglichkeiten zulässt.

### Kriegs- und Krisenfotografie

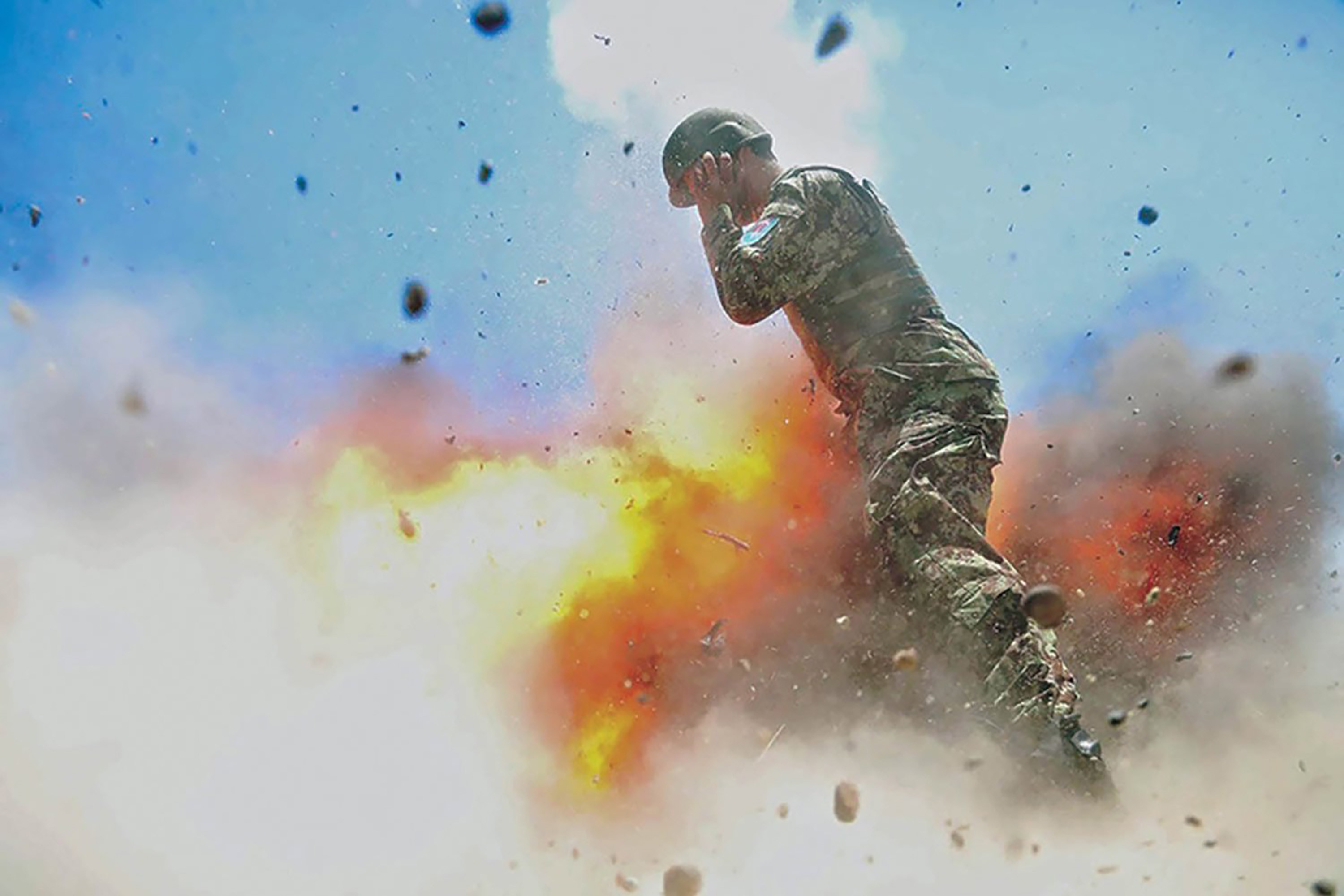
Die amerikanische Kriegsfotografin Hilda Clayton hielt 2013 die Fehlzündung einer Mörsergranate in Afghanistan fest, bei der sie selber ums Leben kam. Das Ereignis steht exemplarisch für die Gefahren, denen Kriegsberichterstatter ausgesetzt sind.

Seit ihren Anfängen im Mexikanisch-Amerikanischen Krieg (1846–1848) hat die Kriegsfotografie unser Bild von bewaffneten Konflikten grundlegend verändert. Während die allgemeine Öffentlichkeit Kriege bis zur Mitte des 19. Jahrhunderts nur durch die verherrlichende Darstellung der Historienmalerei kannte, bietet die Kriegsfotografie einen weitaus realistischeren Eindruck vom Leiden und Sterben der Soldaten sowie der Zivilbevölkerung.
Da die kriegsführenden Parteien zumeist nicht an einer ungefilterten Berichterstattung aus dem Kampfgebiet interessiert sind, bewegen sich Fotojournalisten bei ihrer Arbeit häufig in einem Spektrum der Einschränkungen, das von der Zensur bis zum „Embedded Journalism“ reicht. Dabei wird die Fotografie seit dem Ersten Weltkrieg auch gezielt zu Propagandazwecken eingesetzt.
Während deutsche Medien sich nach den Erfahrungen des Zweiten Weltkrieges mit der Entsendung von Fotoreportern in Kriegs- und Krisengebiete zurückhielten, wurde das Genre in der zweiten Hälfte des 20. Jahrhunderts überwiegend von amerikanischen und britischen Fotografen geprägt. Die Werke Robert Capas, dessen Bilder von der Landung der Alliierten in der Normandie heute zu den bekanntesten Kriegsfotos gehören, oder aber diejenigen von Eddie Adams, der vor allem durch sein Bild von der Hinrichtung des Viet Cong Nguyễn Văn Lém durch General Nguyễn Ngọc Loan in Saigon bekannt wurde, erreichten ein weltweites Publikum und trugen auf diese Weise stark zur öffentlichen Meinungsbildung bei.

### Boulevardjournalismus: die Paparazzi

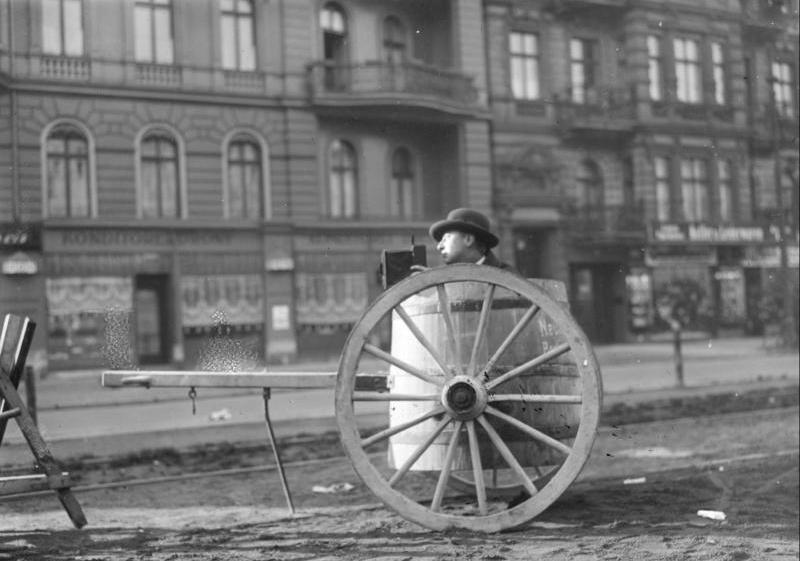
Ein Pressefotograf wartet in einer Wassertonne auf den entscheidenden Moment (1930)

Obwohl der Begriff „Paparazzo“ (Plural „Paparazzi“) erst durch Federico Fellinis Film La dolce vita aus dem Jahr 1960 geprägt wurde, haben Fotoreporter auch schon zu früheren Zeiten Prominente gegen ihren Willen abgelichtet. Insbesondere die Miniaturisierung der Fotokamera und die Entwicklung lichtstarker Teleobjektive leisteten dem heimlichen Fotografieren Vorschub. Dabei ist das Verhältnis von Boulevardfotografen und Prominenten seit jeher zwiespältig: auf der einen Seite gibt es zahlreiche Fälle, bei denen sich das vermeintliche Opfer handgreiflich gegen die Verletzung seiner Privatsphäre zur Wehr setzte und auf der anderen Seite sind Prominente häufig auf Paparazzi angewiesen, wenn es darum geht, in der Öffentlichkeit wahrgenommen zu werden. Der gegenseitige Nutzen führt nicht selten zu abgesprochenen Inszenierungen, von denen beide Parteien profitieren. Um eine vermeintliche Authentizität der Bilder zu suggerieren, setzen einige Paparazzi auch bewusst technische Mängel wie Unschärfe oder eine an Fotoamateure erinnernde Bildkomposition ein.
In der Öffentlichkeit genießen Paparazzi einen eher zweifelhaften Ruf. Nach dem Verkehrstod von Diana, Princess of Wales, wurden Stimmen laut, die den Fotografen die Hauptschuld an dem Ableben der „meistfotografierten Frau der Welt“ gaben – allerdings nicht ohne zugleich anzumerken, wie sehr die Prinzessin von der Arbeit der Paparazzi in der Vergangenheit profitiert hatte.

### Wissenschafts- und Naturfotografie

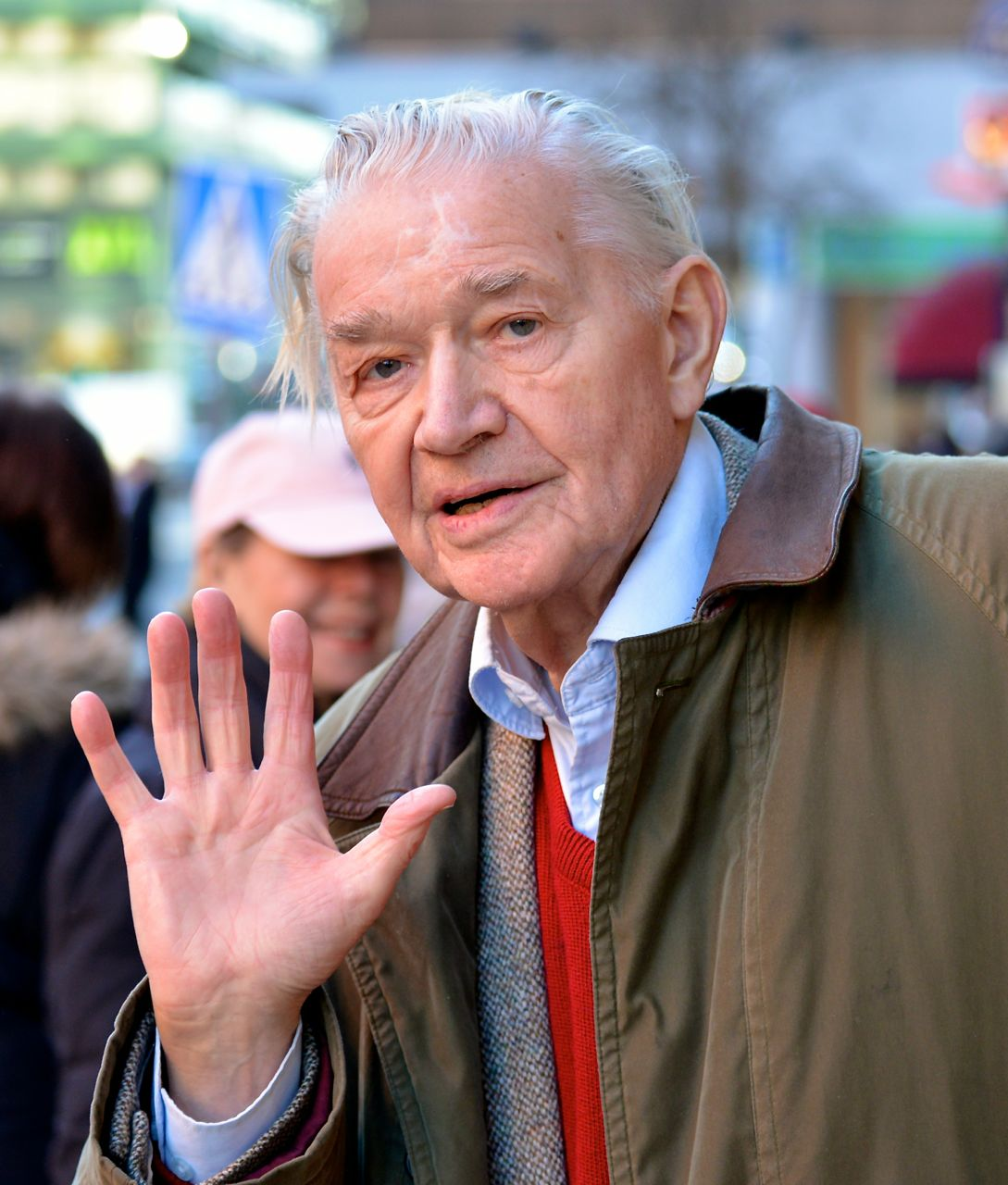
Lennart Nilsson sorgte 1965 mit seinen Fotos von menschlichen Embryonen für Aufsehen

Als Vater der modernen Wissenschaftsfotografie gilt der schwedische Fotograf Lennart Nilsson (1922–2017). Seine für das amerikanische Life Magazine produzierte Fotoreportage Drama of Life Before Birth, mit der Nilsson die Entwicklung von menschlichen Embryonen im Mutterleib dokumentierte, entstand mittels speziell zu diesem Zweck entwickelten Endoskopen. Die Anziehungskraft der Bilder war so stark, dass die Life-Ausgabe vom 30. August 1965 innerhalb weniger Tage ausverkauft war. Für seine Arbeit erhielt Nilsson 1980 den Hasselblad Award, der als die weltweit bedeutendste Auszeichnung in der Fotografie gilt.
Auch wenn die Natur- und Wissenschaftsfotografie zu den Randfeldern des Fotojournalismus gehört, erfreuen sich Tier- und Makroaufnahmen – nicht zuletzt seit ihrer massenhaften Verbreitung im Internet – großer Beliebtheit. Aufnahmen aus dem Bereich der Wissenschafts- und Naturfotografie erreichen über Zeitschriften wie National Geographic, Nature, Geo oder Bild der Wissenschaft ein großes Publikum.

## Ethische Aspekte des Fotojournalismus
Die Grenzen dessen, was in der Praxis des Fotojournalismus unter ethischen Gesichtspunkten als akzeptabel gilt, unterliegen seit jeher dem Wandel der Zeit. Kenneth Kobré, Autor des englischsprachigen Standardwerks Photojournalism. The Professionals’ Approach, zitiert den amerikanischen Fotojournalisten W. Eugene Smith, der noch im Jahr 1948 schrieb: „Die Mehrzahl fotografischer Geschichten erfordern eine gewisse Menge an Inszenierung, Umdirigieren und Anweisungen, um die bildliche und redaktionelle Kohärenz der Fotos zu gewährleisten.“ Dabei beschreibt Smith eines der typischen Dilemmata von Fotojournalisten, nämlich die Frage, in welchem Maße für journalistische Zwecke verwendete Bilddokumente gemäß den Vorstellungen des Fotografen „komponiert“ sein dürfen. In einer 1961 durchgeführten Befragung unter Fotojournalisten sprach sich keiner der Studienteilnehmer dagegen aus, eine Spatenstich-Zeremonie für ein Foto zu wiederholen. Eine ähnliche, im Jahr 1987 durchgeführte Studie unter Mitgliedern der amerikanischen National Press Photographers Association (NPPA) ergab, dass sich rund ein Drittel der Befragten gegen eine solche Wiederholung aussprachen. Dabei zeigt das Beispiel, dass unter Fotojournalisten keineswegs immer Einigkeit darüber herrscht, welche Praktiken als akzeptabel bewertet werden und welche nicht. Eine weitere Studie aus dem Jahr 1981 stellte im Zuge einer Umfrage unter Pressefotografen fest, dass nahezu die Hälfte von 19 hypothetischen Problemfällen von den Befragten unterschiedlich eingeschätzt wurden.
Dabei ist die mögliche Kontrolle des Fotojournalisten über den Bildinhalt nicht der einzige Aspekt, der ethische Fragen aufwirft. Häufig stehen Pressefotografen nämlich auch vor der Entscheidung, ob sie in bestimmten Situation überhaupt auf den Auslöser ihrer Kamera drücken sollen. Eines der bekannteren Beispiele in der Geschichte des Fotojournalismus ist der Fall des amerikanischen Fotografen Boris Yaro, der das tödliche Attentat auf Robert F. Kennedy für die kalifornische Zeitung Los Angeles Times im Bild festhielt. Als er den am Boden liegenden Kennedy fotografieren wollte, wurde er zunächst von einer Kollegin zurückgehalten. Nach kurzem Überlegen entschied er sich, die Aufnahme dennoch zu machen. Zu seiner Kollegin gewandt sagte er nach eigener Aussage: „Verdammt, Lady, das ist Geschichte“.
Auch beschäftigt die Überlegung nach den Grenzen dessen, welche Bilder im Druck verwendet werden sollen, die Menschen bis heute. So warf die Veröffentlichung eines von der amerikanischen Fotojournalistin Lynsey Addario aufgenommenen Bildes einer durch russischen Beschuss getöteten Frau und ihrer beiden Kinder während des Überfalls auf die Ukraine im Jahr 2022 die Frage auf, ob der Abdruck des Fotos auf der Titelseite der New York Times ethisch zu rechtfertigen sei. Addario argumentierte, die Veröffentlichung des Fotos sei geradezu notwendig gewesen, helfe es doch den Lesern, „der Kriegsverbrechen der russischen Armee gewahr zu werden“. Sie wurde dabei von dem überlebenden ukrainischen Familienvater unterstützt, der gegenüber der New York Times forderte, „die ganze Welt soll sehen, was hier geschieht“.
Das digitale Zeitalter der Fotografie stellt Pressefotografen vor neue Probleme. Zu einer Zeit, in der Bilder durch Bearbeitungswerkzeuge wie Photoshop mit nur wenigen Handgriffen verändert werden können, stellt sich stets die Frage, bis zu welchem Ausmaß Eingriffe noch vertretbar sind und ab wann die dokumentarische Qualität von Fotos unter den Veränderungen so stark leidet, dass das Bild als „manipuliert“ gilt. Im Jahr 2013 sorgte der Fall des schwedischen Fotojournalisten Paul Hansen für Aufsehen, nachdem seine als Pressefoto des Jahres ausgezeichnete Aufnahme zweier toter Kinder und einer trauernden Menschenmenge in Gaza-Stadt unter dem Verdacht stand, Ergebnis einer Bildmanipulation zu sein. Während sich die Meldung von der angeblichen Manipulation schnell über digitale Netzwerke wie Facebook und Twitter verbreitete, fand die spätere Feststellung, dass Hansens Bild keinesfalls „gefaket“ war, im Internet kaum Beachtung. Für Olivier Laurent, Fotografen der Washington Post, ist der Vorfall „symptomatisch für den Fotojournalismus und seine Stellung in einer Gesellschaft, die gelernt hat, dem, was sie sieht, nicht zu trauen.“

## Auszeichnungen

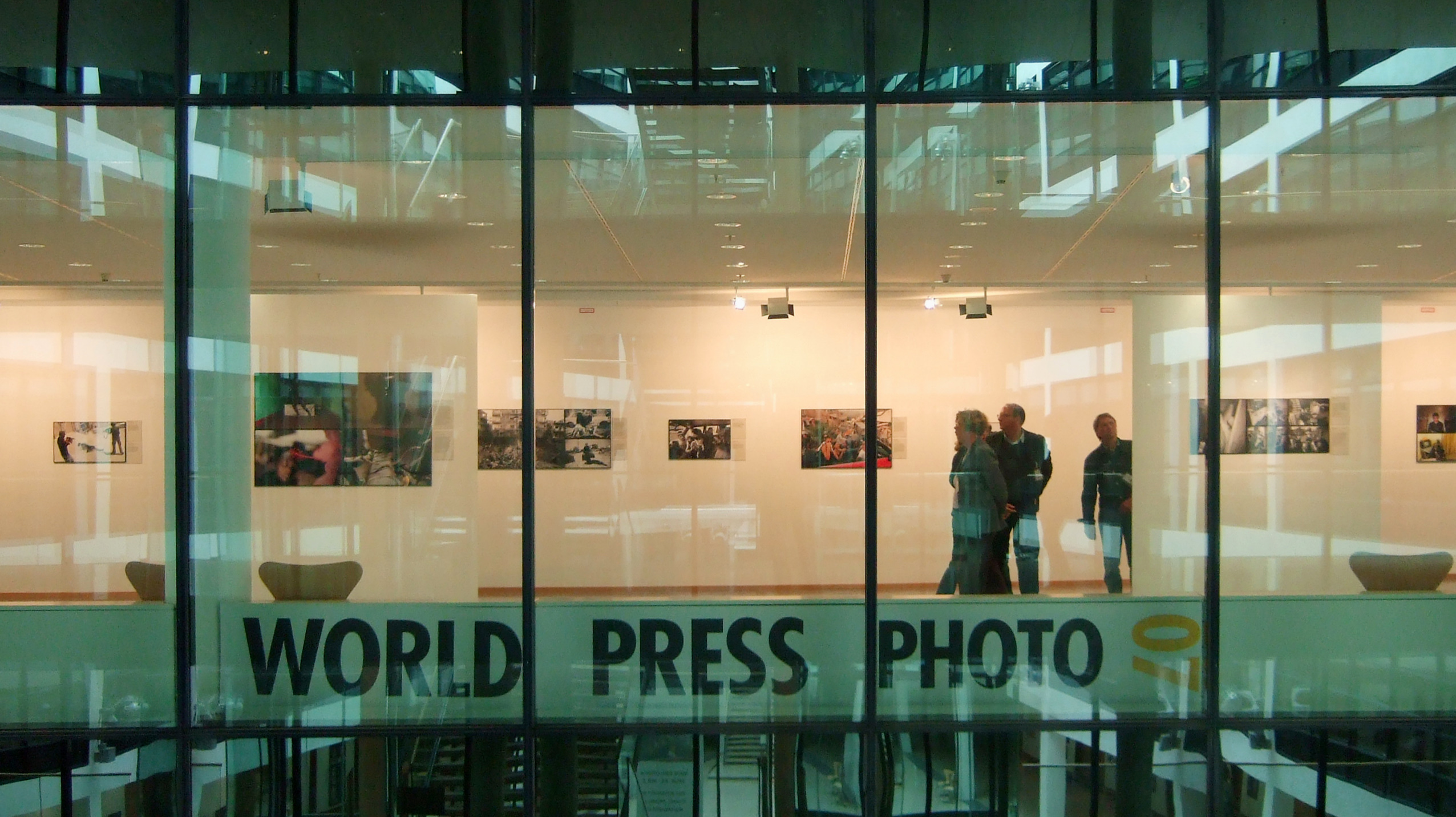
Ausstellung der preisgekrönten Einreichungen aus dem Wettbewerb Pressefoto des Jahres 2007 in Berlin

Der seit dem Jahr 1955 vergebene Preis „World Press Photo of the Year“ (dt. Pressefoto des Jahres) gilt als die „angesehenste und begehrteste Auszeichnung im Bildjournalismus“. Seit 1960 wird der international ausgerichtete Wettbewerb von der eigens zu diesem Zweck gegründeten niederländischen Stiftung World Press Photo organisiert. Im Anschluss an die Prämierung werden die Siegerbilder in einer Wanderausstellung gezeigt und in einem Jahrbuch veröffentlicht. Auf diese Weise erreichen die preisgekrönten Fotos ein Millionenpublikum.
Der seit 1917 vergebene amerikanische Pulitzer-Preis zeichnet seit 1942 Pressefotos aus. Zunächst gab es nur eine Kategorie „Photography“. 1968 wurde sie in die zwei Kategorien „Feature Photography“ für Fotoreportagen und „Spot News Photography“ für Nachrichten-Fotos aufgeteilt. Letztere wurde 2000 in „Breaking News Photography“ umbenannt.
Darüber hinaus existieren noch weitere Wettbewerbe für Fotojournalisten, wie etwa die „Pictures of the Year International Competition“ der New Yorker Nachrichten- und Presseagentur Associated Press, die im Jahr 2018 ihre 75te Auflage feierte. Fotowettbewerbe für Pressefotografen werden in Deutschland ebenfalls auf Bundesebenen seit 2000 von Berufsverbänden wie dem Deutschen Journalisten-Verband oder dem Bayerischen Journalisten-Verband veranstaltet, zum Beispiel in Hessen und Thüringen mit dem PresseFoto Hessen-Thüringen, in Bayern mit dem Pressefoto Bayern und in Bremen mit dem Bremer Fotopreis.

## Berufsverbände

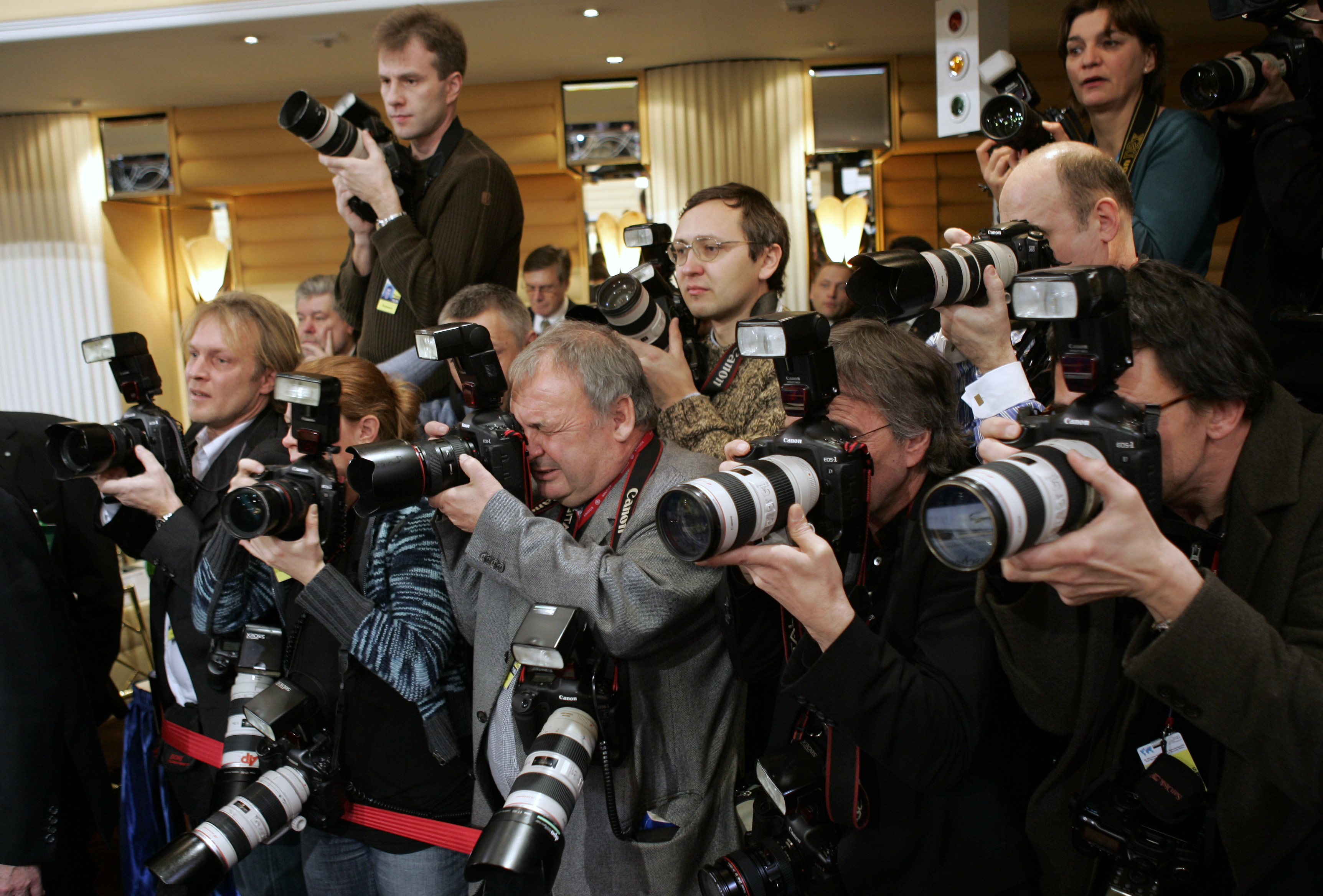
Pressefotografen bei der 43. Münchner Sicherheitskonferenz im Jahr 2007

Der dänische Pressefotografforbundet ist der weltweit älteste Berufsverband für Fotojournalisten. Die Organisation wurde 1912 von sechs Pressefotografen in Kopenhagen gegründet und zählte bei ihrem 75-jährigen Jubiläum im Jahr 1987 868 Mitglieder.
In den Vereinigten Staaten besteht mit der 1947 gegründeten National Press Photographers Association (NPPA) eine der weltweit größten Organisationen für Fotojournalisten. Ihren 6500 Mitgliedern (Stand: 2022) bietet die NPPA neben regelmäßig abgehaltenen Wettbewerben auch eine Reihe von Trainingsangeboten sowie eine Jobbörse. Darüber hinaus verpflichtet die NPPA ihre Mitglieder zur Einhaltung ethischer Regeln im Bereich der Bildberichterstattung.
In Deutschland existiert mit der im Jahr 1995 gegründeten Organisation Freelens ebenfalls ein eigener Berufsverband für Fotojournalisten und Fotografen. Laut eigener Aussage ist Freelens mit 2300 Mitgliedern (Stand: 2022) die größte Fotografenorganisation in Deutschland. Deutsche Bildjournalisten haben außerdem eigene Fachgruppen in den großen Journalistenverbänden Deutsche Journalistinnen- und Journalisten-Union (dju) und Deutscher Journalisten-Verband (DJV). In Österreich verleiht die Bundesinnung der Berufsfotografen zusammen mit der Austria Presse Agentur seit dem Jahr 2005 den Pressefotopreis „Objektiv“. In der Schweiz sind 180 Fotojournalisten (Stand: 2022) in einer eigenen Sektion des Verbandes der Medienschaffenden impressum organisiert.